# 岸本英夫
岸本 英夫（きしもと ひでお、1903年6月27日 - 1964年1月25日）は、日本の宗教学者。東京大学教授、東京大学附属図書館の館長などを歴任。文学博士（東京帝国大学）。ユニテリアン主義である日本自由宗教連盟の理事長。

## 来歴・人物
兵庫県明石市出身。宗教学者の岸本能武太の次男として生まれる。1916年、東京高等師範学校附属中学校に入学、同級生に美濃部亮吉、正田英三郎、芳賀檀、諸井三郎などがいた。1920年同校4年次修了（四修）で第六高等学校に進学を果たす。1923年春に六高理科甲類を卒業し、東京帝国大学へ進学する。1926年に東京帝大文学部宗教学科を卒業、同大学院進学を経て1930年からハーバード大学大学院に留学、1934年同大M.A.取得。同年帰国し東京帝大講師、45年3月助教授となり、戦後、連合国軍最高司令官総司令部の民間情報教育局 (CIE) の宗教行政顧問を務め、日本の宗教文化一般について言論活動を行う（神道指令）。妻は宗教学科教授だった姉崎正治の長女。
1947年、ヨーガ・スートラの宗教学的研究『宗教神秘主義の研究』で東京帝国大学文学博士。同年文学部宗教学宗教史講座教授に昇進。國學院大學日本文化研究所創設に加わる。
1954年、スタンフォード大学客員教授としてアメリカ滞在中、頭部に悪性腫瘍が発見される。以後、10年に及ぶ闘病生活を送り、数度にわたりガンの摘出手術を受け続ける。
1960年東大附属図書館長に就任。病をおして図書館改革に尽力、その成果は東大のみならず多くの大学図書館の近代化に影響をもたらした。1963年、脳に転移し死の床につく。定年退官直前の1964年1月25日、東京都文京区の東京大学医学部附属病院で脳腫瘍により死去した。同年2月、従三位および勲二等瑞宝章が没日付けで贈られた。また、同年、『死を見つめる心』で第18回毎日出版文化賞受賞。1976年、『岸本英夫集』全6巻（1975-76年）で第30回毎日出版文化賞特別賞を受賞。

### サッカー
東京高等師範学校附属中学校在学時より兄・武夫の影響によりサッカーを始める。第六高等学校では校友会の正式なクラブに昇格前であったが蹴球部に入り武夫とともに活躍、前史時代に兄弟で活躍したと記録に残る。第1回全国高等学校ア式蹴球大会にも出場している。1923年に卒業し東京帝国大学に入学。兄・武夫も在籍していたア式蹴球部に入部、同部に於いても六高時代同様兄弟で活躍した。ポジションは武夫がフルバックだったのに対してフォワードであった（武夫は大学卒業後まもなく死去したと伝わっている）。なお、六高および東京帝大の同年卒業者に葉上照澄がいた。

## 栄典
- 1964年（昭和39年）1月25日 - 勲二等瑞宝章[8]、従三位[9]

## 著書
- 『宗教現象の諸相』要書房、1949年。 NCID BN02454547。
- Mahāyāna Buddhism and Japanese thought. ハワイ大学出版会（英語版）. (1954). NCID BA80635368
- 『宗教神秘主義 ヨーガの思想と心理』大明堂, 1958
- 『宗教と私たち』1-2, 三十書房, 1959
- 『宗教学』大明堂, 1961
- 『わが生死観 生命飢餓状態に身をおいて』東京大学綜合図書館, 1964
- 『死を見つめる心 ガンとたたかった十年間』講談社, 1964 のち文庫
- 『岸本英夫集』全6巻, 渓声社, 1975-76

### 編著
- 『神の問題』青山書院, 1948
- 『現代アメリカの課題』東京大学出版会, 1954
- 『哲学と歴史 東大「アメリカ研究」セミナー公開講義』東京大学出版会, 1956
- 『世界の宗教』大明堂, 1965

## 翻訳
- ジョン・デューイ 著、岸本英夫 訳『誰れでもの信仰』春秋社、1951年。 NCID BN09602030。